# Paragripopteryx delicata
Paragripopteryx delicata är en bäcksländeart som beskrevs av Froehlich 1994. Paragripopteryx delicata ingår i släktet Paragripopteryx och familjen Gripopterygidae. Inga underarter finns listade i Catalogue of Life.